# Traktat lizboński
Traktat lizboński (oficjalnie Traktat z Lizbony zmieniający Traktat o Unii Europejskiej i Traktat ustanawiający Wspólnotę Europejską; w wersji roboczej określany jako traktat reformujący) – umowa międzynarodowa zakładająca m.in. reformę instytucji Unii Europejskiej, podpisana 13 grudnia 2007 roku w Lizbonie.
Traktat wszedł w życie 1 grudnia 2009, przy czym w hierarchii źródeł prawa porządku prawnego Rzeczypospolitej Polskiej obowiązuje od chwili ogłoszenia w Dzienniku Ustaw, co nastąpiło 2 grudnia 2009 (Dz.U. z 2009 r. nr 203, poz. 1569).
Została również opublikowana w Dzienniku Urzędowym Unii Europejskiej Seria C Nr 306 z 17 grudnia 2007. Wersja ujednolicona zmienianych traktatów (traktatu rzymskiego z 1957 i traktatu z Maastricht z 1992) ukazała się w Dzienniku Urzędowym Unii Europejskiej Seria C Nr 115 z 9 maja 2008.

## Historia

### Historia powstania „Konstytucji dla Europy”
29 października 2004 r. w Rzymie został podpisany Traktat ustanawiający Konstytucję dla Europy. Prace nad nim trwały 4 lata: począwszy od konferencji międzyrządowej w 2000 r., przez traktat nicejski (podpisany 26 lutego 2001, wszedł w życie 1 lutego 2003), deklarację z Laeken (14–15 lutego 2001), obrady Konwentu Europejskiego (28 lutego 2002 i czerwca/lipca 2003), po cykl negocjacji kolejnej konferencji międzyrządowej (4 października 2003 – 17/18 czerwca 2004). Proces ratyfikacji Traktatu miał się zakończyć 1 listopada 2006. Formą decydującą o jego przyjęciu lub odrzuceniu mogło być w poszczególnych państwach referendum lub decyzja parlamentarna. W kilku państwach te procesy zostały pozytywnie zakończone, jednak odrzucenie traktatu konstytucyjnego w referendach we Francji i Holandii na pewien czas zamroziło dalsze postępowanie w tej sprawie. Do kwestii wspólnej konstytucji dla Europy powrócono na początku 2006 r., kiedy przejęcie przez Austrię przewodnictwa w Radzie Unii Europejskiej stworzyło nowe perspektywy. Wtedy właśnie Nicolas Sarkozy, jeszcze jako minister spraw wewnętrznych Francji, zaproponował aby z dotychczasowego projektu wybrać normy niewzbudzające kontrowersji oraz szybko przyjąć syntetyczny dokument. Nowa niemiecka prezydencja postawiła sobie jako cel podpisanie nowego traktatu w czasie swojej kadencji w 2007 r. Podstawy traktatu reformującego UE zostały ustalone przez Radę Europejską w dniach 21 i 22 czerwca 2007 w Brukseli. Rada postanowiła przekazać kompetencje określenia końcowego tekstu traktatu konferencji międzyrządowej, która rozpoczęła pracę 23 czerwca 2007 r.
Plan niemieckiej (1. połowa 2007 r.) i portugalskiej (2. połowa 2007 r.) prezydencji UE w sprawie traktatu reformującego UE:
- 21/22 czerwca 2007 r. Rada Europejska przekazuje mandat do pracy nad traktatem konferencji międzyrządowej.
- 23 czerwca 2007 r. Początek konferencji międzyrządowej w Lizbonie. Podjęcie pracy nad tekstem traktatu reformującego przez ekspertów.
- 15 października 2007 r. Spotkanie ministrów spraw zagranicznych krajów członkowskich.
- 18–19 października 2007 r. Rada Europejska w Lizbonie: ustalenie końcowej wersji traktatu.
- 13 grudnia 2007 r. Podpisanie traktatu reformującego (w Lizbonie).
- Do połowy 2009 r. Ratyfikacja traktatu przez wszystkie kraje członkowskie.

### Prace nad nowym traktatem

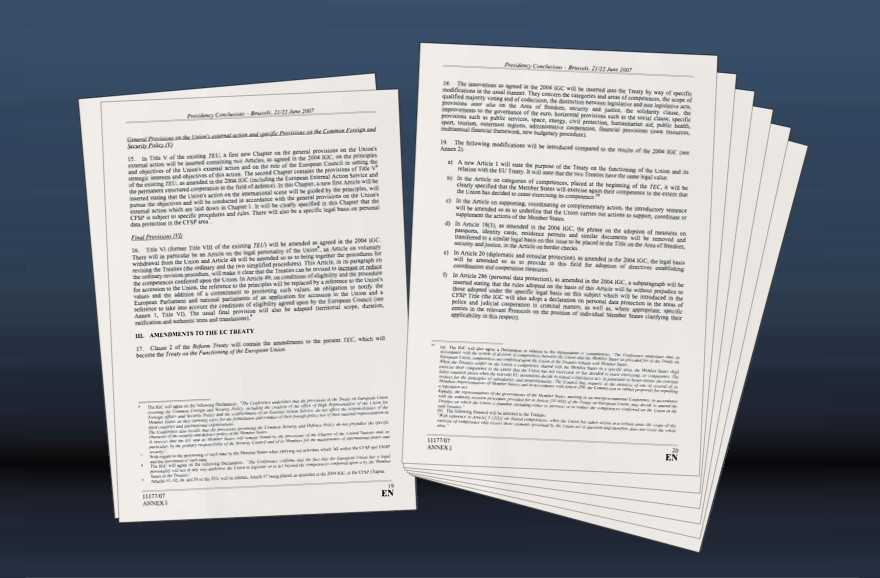
Nowy traktat został przygotowany na podstawie 16-stronicowego mandatu negocjacyjnego

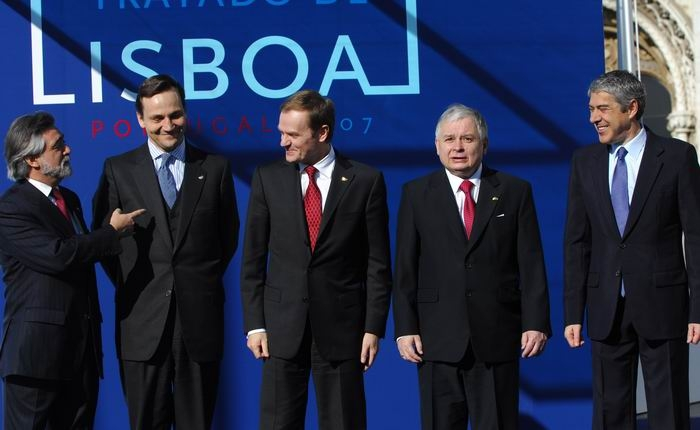
Uroczystość podpisania traktatu, 13 grudnia 2007, Lizbona. Od lewej: minister spraw zagranicznych Portugalii Luís Amado, Radosław Sikorski, Donald Tusk, Lech Kaczyński i premier Portugalii José Sócrates

Ogłoszony w czerwcu 2005 „okres refleksji” nad traktatem konstytucyjnym (TKE) pokazał, że przyjęcie TKE w kształcie uzgodnionym w 2004 będzie praktycznie niemożliwe. W związku z tym Niemcy, od 1 stycznia 2007 sprawujące prezydencję w Unii, zaproponowały przyjęcie nowego traktatu, mającego włączyć większość postanowień traktatu konstytucyjnego do dotychczasowych traktatów unijnych: Traktatu o Unii Europejskiej i Traktatu ustanawiającego Wspólnotę Europejską.
Przedstawiony w czerwcu 2007 roku projekt założeń nowego traktatu, ujętych w mandacie negocjacyjnym dla konferencji międzyrządowej, która miała przygotować projekt nowego traktatu, był częściowo zgodny ze wskazówkami grupy Amato, która zalecała zastąpienie obecnego Traktatu o Unii Europejskiej (TUE) przez część I TKE oraz włączenie postanowień III części TKE do Traktatu ustanawiającego Wspólnotę Europejską (TWE).
21 i 22 czerwca 2007 w Brukseli odbył się szczyt Rady Europejskiej, na którym miano uzgodnić zakres możliwych zmian w przyszłym traktacie, a w praktyce zakres odstępstw od postanowień TKE, niezbędnych dla zaakceptowania nowego traktatu przez wszystkie państwa członkowskie. Po długich negocjacjach, które przeciągnęły się aż do 23 czerwca, wypracowano kompromis, który przyjął kształt szczegółowego mandatu negocjacyjnego dla konferencji międzyrządowej mającej przygotować ostateczny projekt traktatu reformującego. Mandat precyzyjnie przesądzał, które z postanowień TKE – ze zmianami lub bez – zostaną przeniesione do TUE i TWE oraz przewidywał niewielką liczbę nowych, niewystępujących w TKE zmian. Konferencja rozpoczęła prace podczas prezydencji Portugalii, od spotkania ministrów spraw zagranicznych 23 lipca 2007 w Brukseli. Wtedy też prezydencja portugalska przedstawiła pierwszy projekt traktatu reformującego.
Ostateczny kształt traktatu został uzgodniony przez szefów państw i rządów podczas szczytu UE w Lizbonie w dniach 18–19 października 2007. Po dopracowaniu techniczno-redakcyjnym i przetłumaczeniu na wszystkie języki urzędowe UE, traktat reformujący UE został podpisany 13 grudnia 2007 r. w lizbońskim Klasztorze Hieronimitów.

#### Szczyt lizboński

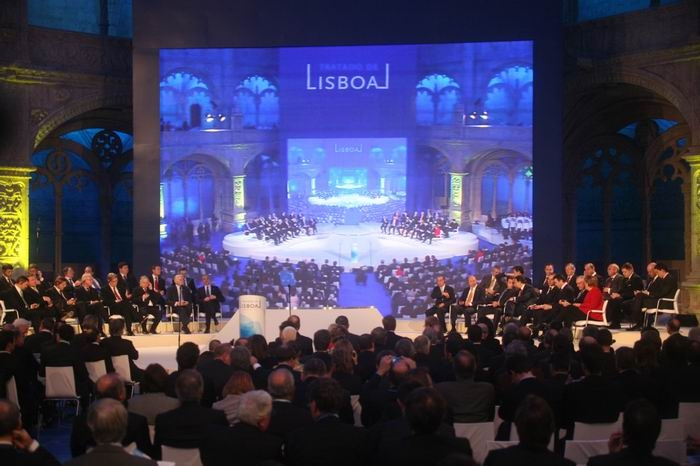
Uroczystość podpisania traktatu, 13 grudnia 2007, Lizbona

18 i 19 października 2007 w Lizbonie (Portugalia) spotkali się przedstawiciele rządów krajów członkowskich Unii Europejskiej, aby ustalić nowy traktat dla Europy, mający zastąpić odrzuconą eurokonstytucję. Konferencja międzyrządowa (IGC) została powołana na wniosek Rady Europejskiej z czerwca 2007 r., aby opracować projekt traktatu, mającego pomóc UE w sprostaniu wyzwaniom XXI wieku oraz w pełnym wykorzystaniu swojego potencjału. Tuż po północy unijni przywódcy doszli do kompromisu w sprawie końcowego tekstu: wynikiem negocjacji jest przyjęcie tzw. traktatu lizbońskiego lub traktatu reformującego.
Ten nowy traktat reformujący Unię Europejską jest według José Manuel Barroso długo oczekiwanym sukcesem: „Europa potrzebuje traktatu, by wyjść z impasu. Od czasu przegranego referendum we Francji i Holandii utknęliśmy w martwym punkcie. Sukces w Lizbonie sprawia, że niezbędne zmiany instytucjonalne się dokonają. Przyjęte przepisy dają szansę, że łatwiej będzie podejmować decyzje. Najważniejsze jednak, że Europa zacznie mówić jednym głosem. Głos Polski nie mógł być zignorowany i dobrze się stało, że znaleźliśmy kompromis”.
W traktacie nacisk położono na potrzebę modernizacji i reform. Podkreślono, że UE musi stać się bardziej demokratyczna i spełniać oczekiwania współczesnego społeczeństwa europejskiego w zakresie wysokich standardów rozliczalności, otwartości, przejrzystości i zaangażowania, powinna także funkcjonować skuteczniej i być w stanie stawić czoła globalnym wyzwaniom współczesnego świata, takim jak zmiany klimatyczne, bezpieczeństwo i zrównoważony rozwój.

##### Najważniejsze postanowienia szczytu lizbońskiego („minitraktatu” europejskiego)
Traktat lizboński nadaje UE jednolitą strukturę i osobowość prawną. Zaproponowano go w miejsce odrzuconego drugiego traktatu o konstytucji UE. Do maja 2009 miał zostać ratyfikowany przez wszystkie kraje członkowskie (27).
Najważniejsze decyzje podjęte na szczycie i zawarte w traktacie to:
- zmniejszenie liczby komisarzy europejskich do 18 (mimo że jest 27 państw członkowskich)
- zwiększenie liczby eurodeputowanych dla Włoch
- decyzje unijne od 2014 będą podejmowane za pomocą tzw. podwójnej większości, zamiast zgody wszystkich państw członkowskich
- od 2009 Parlament Europejski będzie miał maksymalnie 750 członków (poprzednio 785)
- pośrednia inicjatywa ustawodawcza obywateli wymagać będzie zebrania 1 miliona głosów w danej sprawie
- niewygasalność tzw. kompromisu z Janiny
- przyznanie Polsce dodatkowego Europosła
- wprowadzenie stanowiska wysokiego przedstawiciela Unii ds. zagranicznych i polityki bezpieczeństwa
- wprowadzenie stanowiska Przewodniczącego Rady Europejskiej
- Karta praw podstawowych
- „solidarność energetyczna”

Traktat został uroczyście podpisany 13 grudnia w Lizbonie w Klasztorze Hieronimitów. Potocznie jest on nazywany „minitraktatem”, mimo że objętościowo jest większy od poprzedniej wersji (tzw. konstytucji europejskiej). Termin „minitraktat” wymyślił Nicolas Sarkozy, aby uspokoić opinię publiczną we Francji. Główną różnicą między traktatem a odrzuconą przez Francuzów i Holendrów w referendach eurokonstytucją jest brak problematycznych odwołań do europejskiej tradycji chrześcijańskiej i Boga w preambule.

## Struktura traktatu lizbońskiego
Unia Europejska decydując się na „minitraktat” reformujący strukturę wspólnoty zrezygnowała z formalnej i jednolitej konstytucji. Zamiast tego UE ma jak dotychczas bazować na dwóch Traktatach:
- Traktacie o Unii Europejskiej (tzw. traktat z Maastricht, TUE);
- Traktacie ustanawiającym Europejską Wspólnotę Gospodarczą (później Traktat ustanawiający Wspólnotę Europejską, TWE).

Do tych dwóch traktatów zostają dodane główne postanowienia konferencji międzyrządowej z 2004 r. (tzn. Traktatu ustanawiającego Konstytucję dla Europy).
„Projekt Traktatu reformującego Traktat o Unii Europejskiej i Traktat ustanawiający Wspólnotę Europejską” ma następującą strukturę:
- I. Preambuła
- II. Protokoły do dołączenia do Traktatu o Unii Europejskiej (artykuł 1)
- III. Protokoły do dołączenia do Traktatu ustanawiającego Wspólnotę Europejską (artykuł 2)
- IV. Ustalenia końcowe (artykuły 3-7)
- V. Protokoły
- VI. Objaśnienia.

## Postanowienia traktatu
Zgodnie z uzgodnionym w Brukseli mandatem negocjacyjnym dla Konferencji Międzyrządowej, traktat lizboński nie uchylił dotychczas obowiązujących traktatów, a jedynie wprowadzi do nich odpowiednie rewizje. Do Traktatu o Unii Europejskiej zostanie inkorporowana większość postanowień I części TKE, natomiast w Traktacie ustanawiającym Wspólnotę Europejską znajdą się szczegółowe zasady polityk unijnych (część III TKE).
Tak jak przewidywał traktat konstytucyjny, Unii Europejskiej została nadana osobowość prawna; zlikwidowana została Wspólnota Europejska, jej następcą prawnym jest Unia. W związku z tym nazwa TWE została zmieniona na Traktat o funkcjonowaniu Unii Europejskiej (TFUE). Zniesiony został także system filarowy, jednak pewne odrębności dawnego II i III filaru zostały zachowane. Kompetencje Unii w zakresie wspólnej polityki zagranicznej i bezpieczeństwa zostały poszerzone, chociaż Trybunał Sprawiedliwości Unii Europejskiej nie sprawuje jurysdykcji w tym obszarze. W wyniku przyjęcia traktatu nastąpił podział kompetencji na trzy obszary: zarezerwowany wyłącznie dla Unii (unia celna, reguły konkurencji, polityka pieniężna w strefie euro, zachowanie morskich zasobów biologicznych, wspólna polityka handlowa, umowy międzynarodowe zawierane przez Unię), obszar współdzielony, gdzie prawo Unii nadal jest nadrzędne nad prawem państw członkowskich, ale obszary nieregulowane prawem unijnym i obszary, z których zrezygnowała Unia, np. poprzez wycofanie dyrektyw, pozostają pod kontrolą prawa krajowego, oraz obszar, nad którym wyłączną władzę i pierwszeństwo ma prawo krajów członkowskich. Do traktatu dołączono liczne wyłączenia i uszczegółowienia kompetencji w obszarach polityk współdzielonych, w tym Karty praw podstawowych.
Usunięte zostały wszelkie postanowienia sugerujące państwowość Unii Europejskiej, takie jak nazwa „konstytucja”, czy też artykuły o symbolach Unii (flaga, hymn, dewiza). Zrezygnowano również z nowego nazewnictwa aktów prawnych (ustawa, ustawa ramowa) na rzecz dotychczasowych nazw (rozporządzenie, dyrektywa).
Na mocy traktatu został powołany wysoki przedstawiciel Unii ds. zagranicznych i polityki bezpieczeństwa, który ma za zadanie kierować Europejską Służbą Działań Zewnętrznych.
Traktat zlikwidował rotacyjne, półroczne przewodzenie w Radzie Europejskiej kolejno przez szefów państw i rządów krajów UE i ustanawia stanowisko Przewodniczącego Rady Europejskiej, wybieranego na 2,5-letnią kadencję. Sposób przewodniczenia w Radzie Unii Europejskiej nie jest już określony traktatem, lecz określa go decyzja Rady Europejskiej podejmowana większością kwalifikowaną, musi jednak uwzględniać równą rotację państw członkowskich.
Wzmocniona została rola Parlamentu Europejskiego, który został wyposażony w nowe kompetencje w dziedzinie prawodawstwa unijnego, budżetu i umów międzynarodowych oraz rola parlamentów krajowych, które zyskały większe możliwości udziału w pracach UE, w szczególności dzięki nowemu mechanizmowi gwarantującemu, że UE będzie podejmować działania jedynie, jeżeli na szczeblu unijnym można osiągnąć lepsze wyniki (zasada pomocniczości).
Na mocy traktatu obywatele po raz pierwszy zyskali prawo (pośredniej) inicjatywy w sprawie uchwalenia nowego prawa UE. Traktat głosi, że jeśli uda się zebrać podpisy miliona obywateli ze znacznej liczby państw członkowskich, mogą poprosić Komisję Europejską o przedstawienie projektu w jakiejś sprawie.
Obecnie każdy kraj ma w Komisji Europejskiej jednego komisarza. Traktat lizboński przewiduje, że od 2014 r. w Komisji każdorazowo będą zasiadać przedstawiciele dwóch trzecich państw Unii, a sprawiedliwą reprezentację zapewni system rotacyjny.
Ponadto traktat lizboński zawiera szereg drobniejszych modyfikacji, m.in. wspierane przez Polskę i Litwę postanowienie dotyczące solidarności energetycznej krajów Unii oraz wspierane przez Holandię postanowienia umacniające rolę parlamentów narodowych w stanowieniu unijnego prawa.
Traktat lizboński zreorganizował instytucje sądownicze Unii Europejskiej. Odrębne dotychczas instytucje Trybunału Sprawiedliwości Wspólnot Europejskich, Sądu Pierwszej Instancji i Sądu do spraw Służby Publicznej zostały połączone w Trybunał Sprawiedliwości Unii Europejskiej, w którego skład wchodzą trzy organy sądownicze: Trybunał Sprawiedliwości, Sąd i Sąd do Spraw Służby Publicznej.
Nowy traktat nie wprowadził fundamentalnych zmian do postanowień obowiązujących traktatów w kwestiach polityki gospodarczej i walutowej. Europejski Bank Centralny (EBC), który do czasu wejścia w życie traktatu miał status swego rodzaju organu wspólnotowego, otrzymał status prawny instytucji unijnej. W tej sytuacji, EBC uznał za konieczne zachowanie szczególnych właściwości instytucjonalnych EBC oraz Eurosystemu i ESBC. Te szczególne cechy, uwzględniające wszystkie aspekty niezależności, kompetencji nadzorczych EBC oraz jego osobowość prawną, są niezbędne do prawidłowego wykonywania zadań przez Eurosystem. Na mocy nowego traktatu wszystkie te właściwości zostały zachowane. Na mocy nowego traktatu, członkowie Zarządu EBC powoływani są przez Radę Europejską kwalifikowaną większością głosów, podczas gdy wcześniej wymagane było w tym celu jedynie wspólne porozumienie rządów państw członkowskich.
W traktacie po raz pierwszy określono procedurę wyjścia kraju z Unii.
Skonsolidowane wersje traktatów UE, uwzględniających postanowienia Traktatu z Lizbony, zostały opublikowane po jego wejściu w życie. Nieautoryzowane, skonsolidowane wersje dotychczasowych traktatów zostały wydane w Polsce w marcu 2008 w postaci książek oraz w formie elektronicznej.

### System głosowania w Radzie

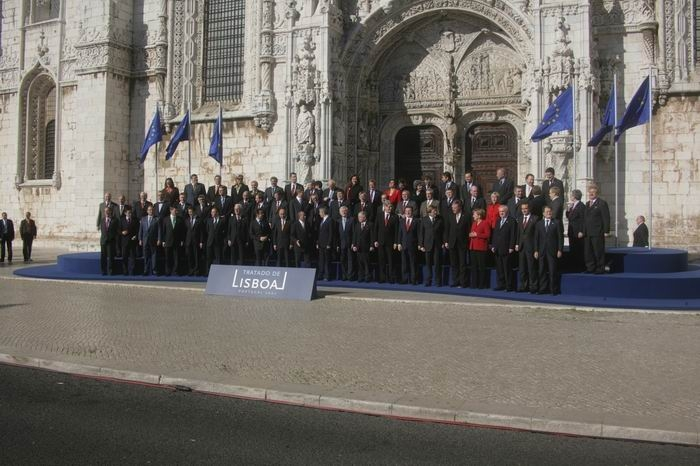
Portugalia, Lizbona, wspólne zdjęcie głów państw, szefów rządów i ministrów spraw zagranicznych przed Klasztorem Hieronimitów po uroczystości podpisania traktatu (13 grudnia 2007 r.)

Nicejski system głosowania większością kwalifikowaną w Radzie Unii Europejskiej obowiązywał do 31 października 2014 r. Od listopada 2014 obowiązuje nowy system głosowania większością kwalifikowaną – podwójną większością (55% państw członków Rady, jednak nie mniej niż piętnastu z nich, reprezentujących państwa członkowskie, których łączna liczba ludności stanowi co najmniej 65% ludności Unii), ale do 31 marca 2017 każde państwo mogło zażądać powtórzenia danego głosowania, zgodnie z nicejskim systemem głosów ważonych.
Od 2017 r. obowiązuje wyłącznie system podwójnej większości, jednak traktat lizboński ma wprowadzić także mechanizm bezpieczeństwa, podobny do kompromisu z Janiny: jeśli grupie członków Rady nie wystarczy głosów do zablokowania określonej uchwały, będą mogły mimo to odwlekać podjęcie decyzji w tej sprawie. Warunkiem będzie odpowiednia wielkość tej grupy (do 2017 r.: kraje reprezentujące co najmniej 75% ludności lub 75% liczby państw niezbędnych do utworzenia mniejszości blokującej; od 2017 r.: 55% ludności lub 55% liczby państw niezbędnych do utworzenia mniejszości blokującej). Projekt traktatu mówi o możliwości odwlekania podjęcia decyzji przez „rozsądny czas”.

### Karta praw podstawowych
Traktat lizboński nadaje prawny charakter Karcie praw podstawowych, będącej zbiorem fundamentalnych praw człowieka. Składa się z preambuły i siedmiu rozdziałów (Godność, Wolności, Równość, Solidarność, Prawa obywatelskie, Wymiar sprawiedliwości, Postanowienia ogólne dotyczące wykładni i stosowania karty). W 54 artykułach określa prawa (społeczne, polityczne, ekonomiczne) przysługujące obywatelom państw Unii.
Kartę zaakceptowały wszystkie kraje UE z wyjątkiem Wielkiej Brytanii i Polski, które zastrzegły ograniczenie jej ochrony dla swoich obywateli poprzez przepisy w protokole 7 zw. protokołem brytyjskim następującej treści:

Artykuł 1

1. Karta nie rozszerza możliwości Trybunału Sprawiedliwości Unii Europejskiej ani żadnego sądu
lub trybunału Polski lub Zjednoczonego Królestwa do uznania, że przepisy ustawowe, wykonawcze
lub administracyjne, praktyki lub działania administracyjne Polski lub Zjednoczonego Królestwa są niezgodne z podstawowymi prawami, wolnościami i zasadami, które są w niej potwierdzone.

2. W szczególności i w celu uniknięcia wątpliwości nic, co zawarte jest w tytule IV Karty, nie
stwarza praw, które mogą być dochodzone na drodze sądowej, mających zastosowanie do Polski
lub Zjednoczonego Królestwa, z wyjątkiem przypadków, gdy Polska lub Zjednoczone Królestwo
przewidziały takie prawa w swoim prawie krajowym.
Artykuł 2

Jeśli dane postanowienie Karty odnosi się do krajowych praktyk i praw krajowych, ma ono
zastosowanie do Polski lub Zjednoczonego Królestwa wyłącznie w zakresie, w jakim prawa
i zasady zawarte w tym postanowieniu są uznawane przez prawo lub praktyki Polski lub
Zjednoczonego Królestwa.

### Różnice wobec eurokonstytucji

#### Symbole unijne
W odróżnieniu do eurokonstytucji traktat lizboński zakłada, iż nie będą wprowadzone symbole unijne (hymn, flaga). Wielka Brytania nie zgodziła się na powołanie ministra spraw zagranicznych wspólnoty, dlatego w ramach kompromisu powołano przedstawiciela UE do spraw polityki zagranicznej, któremu będzie podlegał korpus dyplomatyczny. Słowo „konstytucja” zostało wykreślone z traktatu.

#### Karta praw podstawowych
Karta praw podstawowych nie jest integralną częścią traktatu reformującego, wspomina on jednak o jej obowiązywaniu na terenie UE oprócz Wielkiej Brytanii i Polski, które karty nie podpisały. Irlandia i Czechy przed podpisaniem chcą ponownie sprawdzić, czy nie jest ona sprzeczna z obowiązującym prawem krajowym tych państw.

#### System głosowania
Lista tematów o których Rada UE może decydować kwalifikowaną większością głosów została rozszerzona. Zawarty w eurokonstytucji system podwójnej większości przy podejmowaniu decyzji unijnych został przesunięty na 2014 r. Do tego czasu dalej będzie obowiązywał podział głosów zawarty w traktacie nicejskim, wedle którego cztery duże państwa, zamieszkane przez ponad 50 milionów obywateli (Niemcy, Francja, Wielka Brytania i Włochy) mają po 29 głosów. Hiszpanii (45 milionów) i Polsce (38 milionów) przysługuje po 27 głosów. Od 1 listopada 2014 r. do końca marca 2017 r. przy głosowaniach będzie obowiązywał tak zwany system podwójnej większości w formie zawartej wcześniej w eurokonstytucji (55% państw członkowskich + jedno państwo, reprezentujących minimum 65% obywateli Unii Europejskiej). W tym czasie każdy członek Rady może jednak złożyć wniosek o dalszym zastosowaniu systemu głosowania z Nicei. Dopiero od 2017 r. system podwójnej większości ma działać bez wyjątków.
W niektórych szczególnie istotnych dziedzinach (WPZiB, sprawiedliwości i spraw wewnętrznych, polityki gospodarczej i pieniężnej, zawieszenia w prawach państwa członkowskiego i wystąpienia z UE oraz różnych nominacji) do podjęcia decyzji konieczne będzie zgromadzenie co najmniej 72% liczby państw członkowskich.

#### Mechanizm z Janiny
Kolejnym kompromisem jest tzw. mechanizm z Janiny, umożliwiający krajom członkowskim odwlekanie podejmowania decyzji w UE przez rozsądny czas, nawet jeśli nie mają one wystarczającej mniejszości blokującej. Decyzja w „sprawach istotnych” może być podjęta przez minimum 21% krajów członkowskich lub minimum 26,25% reprezentowanych obywateli. Od 1 kwietnia 2017 kompromis z Janiny wymaga już tylko wsparcia 15,4% krajów członkowskich lub 19,25% obywateli do podjęcia takiej decyzji.

#### Solidarność energetyczna
Po raz pierwszy została opisana wspólna unijna solidarność energetyczna, choć jest ona tak ogólnie sformułowana, iż jest raczej sloganem niż praktycznym ustaleniem. Między innymi wymienione zostało wspólne zwalczanie zmian klimatycznych, jednak nie wymieniając konkretnych zobowiązań krajów członkowskich.

#### Krytyka traktatu
Traktat lizboński w swojej substancji nie różni się specjalnie od eurokonstytucji, dlatego wiele zastrzeżeń krytyków pozostało bez zmian. Krytycy globalizacji podkreślają, że traktat nie daje rozwiązań na spór o socjalne i demokratyczne kwestie, przez które to eurokonstytucja została odrzucona w referendach we Francji i Holandii. Valéry Giscard d’Estaign stwierdził, iż traktat podejmuje tylko kosmetyczne zmiany, reformując założenia eurokonstytucji w „łatwiej strawny” sposób, aby zapobiec zablokowaniu traktatu w referendach narodowych.

#### Deficyt demokracji
Mimo zmian w systemie decyzyjnym Unii Europejskiej krytycy podkreślają, iż nadal istnieje deficyt demokratyczny w UE. Główny problem widzą w podziale władz, inicjatywie ustawodawczej i za małych uprawnieniach Parlamentu Europejskiego wybieranego w wyborach powszechnych. Traktat reformujący zakłada, że proces rozszerzenia legitymizacji UE został zakończony, mimo że postanowione na konferencji w Laeken cele o dalszej demokratyzacji struktur unijnych w dużej mierze pozostają niezrealizowane.

## Ratyfikacja
Proces ratyfikacyjny rozpoczął się od chwili podpisania przez wszystkie strony w Lizbonie 13 grudnia 2007. W Lizbonie po stronie polskiej podpisy pod traktatem złożyli Donald Tusk i Radosław Sikorski.
Stosownie do art. 6 traktatu miał on początkowo wejść w życie 1 stycznia 2009 roku – pod warunkiem, że zostaną złożone wszystkie dokumenty ratyfikacyjne lub pierwszego dnia miesiąca następującego po złożeniu dokumentu ratyfikacyjnego przez państwo-stronę, które jako ostatnie dopełni tej formalności.
Ratyfikacja traktatu odbywa się zgodnie z wewnętrznymi wymogami konstytucyjnymi państw-stron traktatu. Jedynym krajem, w którym zaplanowano referendum w sprawie ratyfikacji traktatu lizbońskiego, była Irlandia. Jej obywatele w pierwszym referendum wypowiedzieli się przeciw ratyfikacji, ale w drugim opowiedzieli już się za ratyfikacją traktatu przez Irlandię.
Odrębna ratyfikacja odbędzie się również w Parlamencie Wysp Alandzkich (terytorium autonomiczne Finlandii) i w Parlamencie Gibraltaru (brytyjskie terytorium zamorskie), jako że te terytoria są częścią Unii Europejskiej. Nieprzyjęcie traktatu nie spowoduje jego odrzucenia na całym terytorium UE, a jedynie niestosowanie jego przepisów na tych terytoriach specjalnych.
Parlament Europejski 20 lutego 2008 roku przyjął rezolucję wzywającą państwa członkowskie do przyjęcia Traktatu.

### Ratyfikacja w Polsce

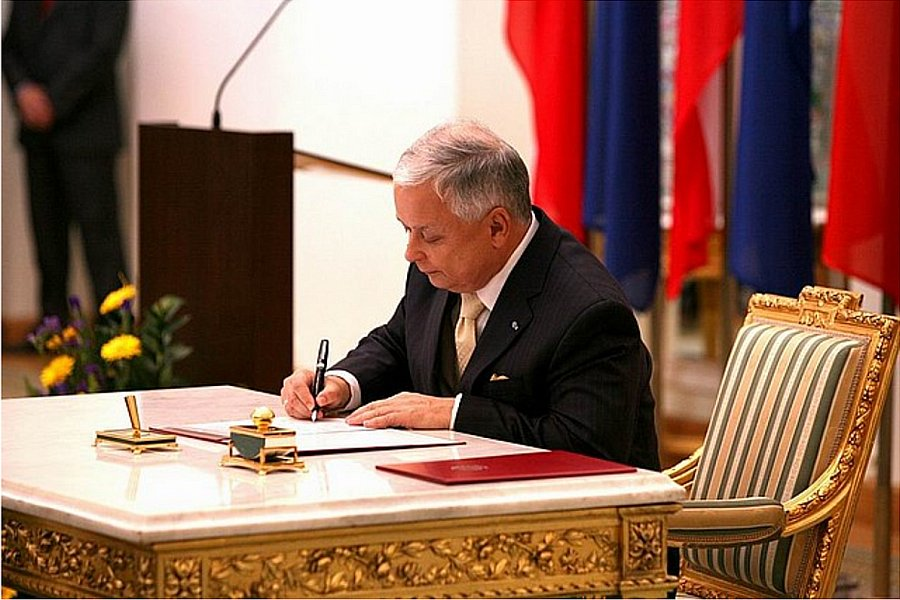
Lech Kaczyński składa podpis pod aktem ratyfikacji Traktatu w Polsce

Proces ratyfikacji traktatu lizbońskiego odbył się w trybie artykułu 90 Konstytucji RP i podjętej w związku z nim uchwały Sejmu z dnia 28 lutego 2008 wybierającej ustawowy, a nie referendalny, tryb wyrażenia zgody dla Prezydenta RP na ratyfikację.
1 kwietnia 2008 roku Sejm RP uchwalił ustawę o ratyfikacji Traktatu z Lizbony zmieniającego Traktat o Unii Europejskiej i Traktat ustanawiający Wspólnotę Europejską, sporządzonego w Lizbonie dnia 13 grudnia 2007 r., która upoważnia Prezydenta do dokonania ratyfikacji. 2 kwietnia 2008 roku ustawa została przyjęta przez Senat RP, a 9 kwietnia 2008 została podpisana przez prezydenta RP Lecha Kaczyńskiego. 15 kwietnia 2008 została opublikowana w Dz.U. z 2008 r. nr 62, poz. 388. Weszła w życie 30 kwietnia 2008. Na jej mocy Prezydent RP został upoważniony do ratyfikacji tej umowy międzynarodowej, co uczynił 10 października 2009, po drugim referendum ratyfikacyjnym w Irlandii. Procedura ratyfikacyjna została ukończona 12 października 2009 gdy dokumenty ratyfikacyjne zostały złożone rządowi Włoch – depozytariuszowi traktatu rzymskiego. Złożył je ambasador RP w Rzymie Jerzy Chmielewski podsekretarzowi stanu w Ministerstwie Spraw Zagranicznych Republiki Włoskiej.

### Tabela ratyfikacji
| Sygnatariusz    | Data przyjęcia       | Organ                                     | Za przyjęciem | Przeciw przyjęciu | Wstrzymało się | Data złożenia depozytu | Ref.            |
| --------------- | -------------------- | ----------------------------------------- | ------------- | ----------------- | -------------- | ---------------------- | --------------- |
| Austria         | 9 kwietnia 2008      | Rada Narodowa                             | 151           | 27                | 5              | 13 maja 2008           | [ 32 ]          |
| Austria         | 24 kwietnia 2008     | Rada Związkowa                            | 58            | 4                 | 0              | 13 maja 2008           | [ 33 ]          |
| Austria         | 28 kwietnia 2008     | Prezydent                                 | Podpisanie    | Podpisanie        | Podpisanie     | 13 maja 2008           | [ 34 ]          |
| Belgia          | 6 marca 2008         | Senat                                     | 48            | 8                 | 1              | 15 października 2008   | [ 35 ]          |
| Belgia          | 10 kwietnia 2008     | Izba Reprezentantów                       | 116           | 11                | 7              | 15 października 2008   | [ 36 ]          |
| Belgia          | 19 czerwca 2008      | Król                                      | Podpisanie    | Podpisanie        | Podpisanie     | 15 października 2008   | [ 37 ]          |
| Belgia          | 14 maja 2008         | Parlament waloński (region) (wspólnota)   | 56            | 2                 | 4              | 15 października 2008   | [ 38 ]          |
| Belgia          | 14 maja 2008         | Parlament waloński (region) (wspólnota)   | 53            | 3                 | 2              | 15 października 2008   | [ 39 ]          |
| Belgia          | 19 maja 2008         | Parlament Wspólnoty Niemieckojęzycznej    | 22            | 2                 | 1              | 15 października 2008   | [ 40 ]          |
| Belgia          | 20 maja 2008         | Parlament Wspólnoty Francuskojęzycznej    | 67            | 0                 | 3              | 15 października 2008   | [ 41 ]          |
| Belgia          | 27 czerwca 2008      | Parlament Regionu Stołecznego Bruksela    | 65            | 10                | 1              | 15 października 2008   | [ 42 ]          |
| Belgia          | 27 czerwca 2008      | Zjednoczone Zgromadzenie Brukselskie      | 66            | 10                | 0              | 15 października 2008   | [ 43 ]          |
| Belgia          | 10 lipca 2008        | Parlament Flamandzki (region) (wspólnota) | 76            | 21                | 2              | 15 października 2008   | [ 44 ]          |
| Belgia          | 10 lipca 2008        | Parlament Flamandzki (region) (wspólnota) | 78            | 22                | 3              | 15 października 2008   | [ 44 ]          |
| Belgia          | 11 lipca 2008        | Komisja Wspólnoty Francuskiej             | 52            | 5                 | 0              | 15 października 2008   | [ 45 ]          |
| Bułgaria        | 21 marca 2008        | Zgromadzenie Narodowe                     | 195           | 15                | 30             | 28 kwietnia 2008       | [ 46 ]          |
| Cypr            | 3 lipca 2008         | Izba Reprezentantów                       | 31            | 17                | 1              | 26 sierpnia 2008       | [ 47 ]          |
| Cypr            | 19 lipca 2008        | Prezydent                                 | Podpisanie    | Podpisanie        | Podpisanie     | 26 sierpnia 2008       |                 |
| Czechy          | 18 lutego 2009       | Izba Deputowanych                         | 125           | 61                | 11             | 13 listopada 2009      | [ 48 ] [ 49 ]   |
| Czechy          | 6 maja 2009          | Senat                                     | 54            | 20                | 5              | 13 listopada 2009      | [ 50 ]          |
| Czechy          | 3 listopada 2009     | Prezydent                                 | Podpisanie    | Podpisanie        | Podpisanie     | 13 listopada 2009      | [ 51 ]          |
| Dania           | 24 kwietnia 2008     | Parlament                                 | 90            | 25                | 0              | 29 maja 2008           | [ 52 ]          |
| Dania           | 30 kwietnia 2008     | Król                                      | Podpisanie    | Podpisanie        | Podpisanie     | 29 maja 2008           | [ 53 ]          |
| Estonia         | 11 czerwca 2008      | Zgromadzenie Państwowe                    | 91            | 1                 | 9              | 23 września 2008       | [ 54 ]          |
| Estonia         | 19 czerwca 2008      | Prezydent                                 | Podpisanie    | Podpisanie        | Podpisanie     | 23 września 2008       | [ 55 ]          |
| Finlandia       | 11 czerwca 2008      | Parlament                                 | 151           | 27                | 21             | 30 września 2008       | [ 56 ]          |
| Finlandia       | 12 września 2008     | Prezydent                                 | Podpisanie    | Podpisanie        | Podpisanie     | 30 września 2008       | [ 57 ]          |
| Francja         | 7 lutego 2008        | Zgromadzenie Narodowe                     | 336           | 52                | 22             | 14 lutego 2008         | [ 58 ]          |
| Francja         | 7 lutego 2008        | Senat                                     | 265           | 42                | 13             | 14 lutego 2008         | [ 59 ]          |
| Francja         | 13 lutego 2008       | Prezydent                                 | Podpisanie    | Podpisanie        | Podpisanie     | 14 lutego 2008         | [ 60 ]          |
| Grecja          | 11 czerwca 2008      | Parlament                                 | 250           | 42                | 8              | 12 sierpnia 2008       | [ 61 ]          |
| Hiszpania       | 26 czerwca 2008      | Kongres Deputowanych                      | 322           | 6                 | 2              | 8 października 2008    | [ 62 ]          |
| Hiszpania       | 15 lipca 2008        | Senat                                     | 232           | 6                 | 2              | 8 października 2008    | [ 63 ]          |
| Hiszpania       | 30 lipca 2008        | Król                                      | Podpisanie    | Podpisanie        | Podpisanie     | 8 października 2008    | [ 64 ]          |
| Holandia        | 5 czerwca 2008       | Izba Reprezentantów                       | 111           | 39                | 0              | 11 września 2008       | [ 65 ]          |
| Holandia        | 8 lipca 2008         | Senat                                     | 60            | 15                | 0              | 11 września 2008       | [ 66 ]          |
| Holandia        | 10 lipca 2008        | Królowa                                   | Podpisanie    | Podpisanie        | Podpisanie     | 11 września 2008       | [ 67 ]          |
| Irlandia        | 29 kwietnia 2008     | Dáil Éireann                              | Przyjęcie     | Przyjęcie         | Przyjęcie      | 23 października 2009   | [ 68 ]          |
| Irlandia        | 9 maja 2008          | Senat                                     | Przyjęcie     | Przyjęcie         | Przyjęcie      | 23 października 2009   | [ 68 ]          |
| Irlandia        | 12 czerwca 2008      | Referendum                                | 47%           | 53%               | N/A            | 23 października 2009   | [ 68 ]          |
| Irlandia        | 8 lipca 2009         | Dáil Éireann                              | Przyjęcie     | Przyjęcie         | Przyjęcie      | 23 października 2009   | [ 69 ]          |
| Irlandia        | 9 lipca 2009         | Senat                                     | Przyjęcie     | Przyjęcie         | Przyjęcie      | 23 października 2009   | [ 69 ]          |
| Irlandia        | 2 października 2009  | Drugie referendum                         | 67%           | 33%               | N/A            | 23 października 2009   | [ 70 ]          |
| Irlandia        | 15 października 2009 | Prezydent                                 | Podpisanie    | Podpisanie        | Podpisanie     | 23 października 2009   | [ 71 ]          |
| Irlandia        | 21 października 2009 | Dáil Éireann                              | Przyjęcie     | Przyjęcie         | Przyjęcie      | 23 października 2009   | [ 72 ]          |
| Irlandia        | 22 października 2009 | Senat                                     | Przyjęcie     | Przyjęcie         | Przyjęcie      | 23 października 2009   | [ 72 ]          |
| Irlandia        | 27 października 2009 | Prezydent                                 | Podpisanie    | Podpisanie        | Podpisanie     | 23 października 2009   | [ 73 ]          |
| Litwa           | 8 maja 2008          | Sejm                                      | 83            | 5                 | 23             | 26 sierpnia 2008       | [ 74 ]          |
| Litwa           | 14 maja 2008         | Prezydent                                 | Podpisanie    | Podpisanie        | Podpisanie     | 26 sierpnia 2008       | [ 75 ]          |
| Łotwa           | 8 maja 2008          | Sejm                                      | 70            | 3                 | 1              | 16 czerwca 2008        | [ 76 ]          |
| Łotwa           | 28 maja 2008         | Prezydent                                 | Podpisanie    | Podpisanie        | Podpisanie     | 16 czerwca 2008        |                 |
| Luksemburg      | 29 maja 2008         | Izba Deputowanych                         | 47            | 1                 | 3              | 21 lipca 2008          | [ 77 ]          |
| Luksemburg      | 3 lipca 2008         | Wielki książę                             | Podpisanie    | Podpisanie        | Podpisanie     | 21 lipca 2008          | [ 78 ]          |
| Malta           | 29 stycznia 2008     | Izba Reprezentantów                       | 65            | 0                 | 0              | 6 lutego 2008          | [ 79 ]          |
| Malta           | 5 lutego 2008        | Prezydent                                 | Podpisanie    | Podpisanie        | Podpisanie     | 6 lutego 2008          | [ 80 ]          |
| Niemcy          | 24 kwietnia 2008     | Bundestag                                 | 515           | 58                | 1              | 25 września 2009       | [ 81 ] [ 82 ]   |
| Niemcy          | 23 maja 2008         | Bundesrat                                 | 65            | 0                 | 4              | 25 września 2009       | [ 83 ] [ 84 ]   |
| Niemcy          | 8 października 2008  | Prezydent                                 | Podpisanie    | Podpisanie        | Podpisanie     | 25 września 2009       | [ 85 ] [ 86 ]   |
| Polska          | 1 kwietnia 2008      | Sejm                                      | 384           | 56                | 12             | 12 października 2009   | [ 87 ]          |
| Polska          | 2 kwietnia 2008      | Senat                                     | 74            | 17                | 6              | 12 października 2009   | [ 88 ]          |
| Polska          | 10 października 2009 | Prezydent                                 | Podpisanie    | Podpisanie        | Podpisanie     | 12 października 2009   | [ 89 ]          |
| Portugalia      | 23 kwietnia 2008     | Zgromadzenie Republiki                    | 208           | 21                | 0              | 17 czerwca 2008        | [ 90 ]          |
| Portugalia      | 9 maja 2008          | Prezydent                                 | Podpisanie    | Podpisanie        | Podpisanie     | 17 czerwca 2008        | [ 91 ]          |
| Rumunia         | 4 lutego 2008        | Parlament                                 | 387           | 1                 | 1              | 11 marca 2008          | [ 92 ] [ 93 ]   |
| Rumunia         | 7 lutego 2008        | Prezydent                                 | Podpisanie    | Podpisanie        | Podpisanie     | 11 marca 2008          | [ 94 ]          |
| Słowacja        | 10 kwietnia 2008     | Rada Narodowa                             | 103           | 5                 | 1              | 24 czerwca 2008        | [ 95 ] [ 96 ]   |
| Słowacja        | 12 maja 2008         | Prezydent                                 | Podpisanie    | Podpisanie        | Podpisanie     | 24 czerwca 2008        | [ 97 ]          |
| Słowenia        | 29 stycznia 2008     | Zgromadzenie Narodowe                     | 74            | 6                 | 0              | 24 kwietnia 2008       | [ 98 ]          |
| Słowenia        | 7 lutego 2008        | Prezydent                                 | Podpisanie    | Podpisanie        | Podpisanie     | 24 kwietnia 2008       |                 |
| Szwecja         | 20 listopada 2008    | Parlament                                 | 243           | 39                | 13             | 10 grudnia 2008        | [ 99 ] [ 100 ]  |
| Węgry           | 17 grudnia 2007      | Zgromadzenie Narodowe                     | 325           | 5                 | 14             | 6 lutego 2008          |                 |
| Węgry           | 20 grudnia 2007      | Prezydent                                 | Podpisanie    | Podpisanie        | Podpisanie     | 6 lutego 2008          | [ 101 ]         |
| Wielka Brytania | 11 marca 2008        | Izba Gmin                                 | 346           | 206               |                | 16 lipca 2008          | [ 102 ]         |
| Wielka Brytania | 18 czerwca 2008      | Izba Lordów                               | Przyjęcie     | Przyjęcie         | Przyjęcie      | 16 lipca 2008          | [ 103 ] [ 104 ] |
| Wielka Brytania | 19 czerwca 2008      | Królowa                                   | Podpisanie    | Podpisanie        | Podpisanie     | 16 lipca 2008          | [ 105 ] [ 106 ] |
| Włochy          | 23 lipca 2008        | Senat                                     | 286           | 0                 | 0              | 8 sierpnia 2008        | [ 107 ]         |
| Włochy          | 31 lipca 2008        | Izba Deputowanych                         | 551           | 0                 | 0              | 8 sierpnia 2008        | [ 108 ]         |
| Włochy          | 2 sierpnia 2008      | Prezydent                                 | Podpisanie    | Podpisanie        | Podpisanie     | 8 sierpnia 2008        | [ 109 ]         |

### Odrzucenie ratyfikacji traktatu przez niektóre państwa, a następnie jego przyjęcie
Niektóre z zamieszczonych tu informacji wymagają weryfikacji.
Dokładniejsze informacje o tym, co należy poprawić, być może znajdują się w dyskusji tej sekcji.
 Po wyeliminowaniu niedoskonałości należy usunąć szablon [[Szablon:Dopracować|]] z tej sekcji.
Mimo że wstępnie traktat reformujący ustalony na szczycie lizbońskim przedstawiano jako kompromis mogący zadowalać wszystkie państwa członkowskie, to jego ratyfikacja nie przebiegała płynnie. Traktat był negocjowany głównie przez wówczas rządzących polityków, posiadających zazwyczaj większość parlamentarną. Tak więc uważano, że wypracowany traktat zostanie przyjęty raczej bez większych problemów.
Państwa miały wybór, czy dokonają ratyfikacji poprzez referendum narodowe czy poprzez decyzję parlamentarną. Wyjątkiem była Irlandia, w której istnieje konstytucyjny obowiązek przeprowadzenia referendum narodowego. 12 czerwca 2008 obywatele Irlandii opowiedzieli się w głosowaniu za odrzuceniem traktatu, ale w drugim referendum 2 października 2009 zagłosowali już za ratyfikacją traktatu.
Faktycznie większość polityków krajów członkowskich nie zdecydowała się na przeprowadzenie referendum (patrz tabelka dotycząca procesu przyjęcia). Oprócz tego – jak w przypadku Irlandii odrzucono wolę wyborców i przeprowadzono drugie referendum. Podobna sytuacja miała miejsce także przy traktacie z Nicei (patrz traktat nicejski). De facto, próby sondażowe w krajach, w których było przeprowadzane wskazywały na niemalże równowagę liczby zwolenników i przeciwników, czasem z niewielką przewagą jednych (np. 52% zwolenników w przypadku Polski) bądź drugich (np. 53% przeciwników w przypadku Francji).
W listopadzie 2008 czeski Trybunał Konstytucyjny orzekł o zgodności traktatu z czeską konstytucją, co otworzyło drogę do jego ratyfikacji w tym kraju. Prezydent Václav Klaus zasugerował jednak, że nie złoży swojego podpisu, dopóki kwestii traktatu nie rozstrzygnie Irlandia. Obywatele Irlandii w drugim referendum 2 października 2009 opowiedzieli się za ratyfikacją traktatu. Po tym wydarzeniu prezydent Czech Václav Klaus postawił nowe warunki podpisania przez niego traktatu, ale podpis złożył 3 listopada 2009 roku. Według sondażu przeprowadzonego 16 lutego 2009, 51% Irlandczyków było gotowych poprzeć Traktat z Lizbony.
Jednym z powodów jest kryzys finansowy, który w istotny sposób dotknął Irlandię. Masowe zwolnienia z pracy oraz aktywna kampania informacyjna polityków irlandzkich doprowadziła do zmniejszenia się eurosceptycyzmu wśród społeczeństwa Irlandii. Kolejne referendum odbyło się w październiku 2009. Tym razem 2/3 Irlandczyków zagłosowało za przyjęciem, a prawie 1/3 za odrzuceniem traktatu.
Przed powtórnym referendum Irlandia oprócz zapewnienia sobie stałego komisarza (ich liczba spada z 27 do 18) uzyskała dodatkowe gwarancje prawne w kwestiach polityki obronnej (potwierdzenie prawa Irlandii do neutralności), kwestii etycznych (Karta praw podstawowych ani unijna polityka dotycząca spraw wewnętrznych i sprawiedliwości nie będą wpływać na irlandzką konstytucję w kwestiach rodzinnych) i polityki podatkowej (Traktat z Lizbony nie daje UE żadnych nowych kompetencji w kwestiach podatkowych). Jednocześnie uznano, że jest to wystarczający powód, by prezydenci Czech i Polski podpisali traktat.
Tydzień po ogłoszeniu wyników referendum, 10 października, prezydent Lech Kaczyński złożył swój podpis pod aktem ratyfikacji traktatu lizbońskiego, kończąc w ten sposób procedurę jego przyjęcia przez Rzeczpospolitą Polską. Podpis prezydenta Czech pod aktem ratyfikującym go w tym kraju został złożony 3 listopada 2009.

## Krytyka traktatu
- Według niektórych środowisk konserwatywnych, traktat różni się tylko w nieznacznym stopniu od eurokonstytucji, odrzuconej wcześniej w dwóch referendach krajowych i celowo został stworzony w formie poprawek do istniejących praw, aby sprawiać wrażenie, że nie stanowi jakiegoś przełomu[119]. Podobieństwo do odrzuconej Eurokonstytucji przyznają również niektórzy przywódcy państw europejskich, jak Angela Merkel, Jose Zapatero, Václav Klaus, Valery Giscard d’Estaing, Anders Fogh Rasmussen[120][121].
- Zdaniem niektórych konserwatywnych i katolickich redaktorów, traktat „zanadto ograniczy suwerenność państw narodowych”[122][123][124]. Traktat wprowadza m.in. przepis, w ramach którego liczba członków Komisji Europejskiej, po okresie przejściowym, „odpowiada dwóm trzecim liczby Państw Członkowskich”[125]. Polska oficjalnie traci prawo do permanentnego przedstawiciela w Komisji Europejskiej, podczas gdy według nowych postanowień traktatu, Komisja m.in. „zapewnia reprezentacje Unii na zewnątrz”[126] oraz „akty prawodawcze Unii mogą zostać przyjęte wyłącznie na wniosek Komisji”[127]. Kontrowersja ta przenosi się na pytania odnośnie do legalności przyjęcia traktatu lizbońskiego bez referendum dotyczącego zmiany Konstytucji RP, w związku z naruszeniem zasady suwerenności Narodu[128]. Podobny zarzut stawiano wcześniej także traktatowi akcesyjnemu, na mocy którego Polska stała się członkiem Unii Europejskiej, a co za tym idzie, przyjęła akty prawa unijnego jako obowiązujące źródła prawa. Badający wówczas tę sprawę Trybunał Konstytucyjny orzekł, że w zgodzie z postanowieniami Konstytucji[129] możliwe jest przekazanie organom UE kompetencji władzy państwowej w niektórych sprawach, a UE nie może sama rozszerzyć tak powierzonych jej kompetencji. W konsekwencji – w świetle wyroku Trybunału – organy Unii Europejskiej wykonują tylko te zadania, do których upoważnił je Naród. Trybunał stanął również na stanowisku, że Konstytucja nie określa dokładnie granic zakresu kompetencji, które mogą lub które nie mogą być przekazane organizacji międzynarodowej, wyklucza jednak możliwość „takiego przekazania kompetencji władz państwowych, które byłoby sprzeczne z fundamentalnymi zasadami demokratycznego państwa prawa”. Ponadto Trybunał wyraźnie zaznaczył, iż sprzeczne z Konstytucją byłoby działanie, które „podważałoby sens istnienia bądź funkcjonowania któregokolwiek z organów Rzeczypospolitej”[130][131].
- Zdaniem części ekspertów[132][133][134], nowy system głosowania w Radzie Unii nie jest w pełni reprezentatywny, lecz faworyzuje największe i najmniejsze kraje Unii. Potencjalne wady przyjętego systemu „podwójnej większości” były analizowane w pracach L.S. Penrose’a[135] w połowie XX wieku.
- Punktem spornym był również sposób ratyfikacji traktatu. Ostatecznie tylko w Irlandii odbyło się w tej sprawie referendum (obowiązek jego przeprowadzenia wynika wprost z irlandzkiej konstytucji[136]). W pozostałych krajach zdecydowano się na drogę parlamentarną, mimo że np. 82% Brytyjczyków chciało przeprowadzenia referendum[137]; w parlamencie brytyjskim powstała nawet nieformalna „grupa referendalna”, do idei referendum przychylił się lider liberałów Menzies Campbell[138]; według „Financial Times” 70% mieszkańców pięciu największych krajów „starej Unii” chciało referendum[139]. Protesty przeciwko Traktatowi odbywały się także na Słowacji[140], gdzie prawicowa opozycja w zamian za poparcie Traktatu domaga się wycofania nowelizacji ustawy prasowej, i w Austrii, gdzie ok. 5 tys. demonstrantów żądało rozpisania referendum, a niektórzy z nich domagali się wystąpienia ich kraju z Unii Europejskiej, nazywając traktat gwałtem na narodzie austriackim[141].
- Według „Rzeczpospolitej” Valéry Giscard d’Estaing powiedział w 2007 roku, że wszystkie wcześniejsze propozycje będą zawarte w nowym tekście, ale będą w jakiś sposób zamaskowane i zatajone. Gazeta również cytuje Giuliano Amato, który stwierdził, że zdecydowano, że ten dokument ma być niezrozumiały. Bo jeśli będzie niezrozumiały, to ludzie pomyślą, że nie może być konstytucyjny – takie mniej więcej było rozumowanie. Gdyby był od razu jasny, to pomyśleliby, że może powinno być referendum. Natomiast Karel De Gucht powiedział, że traktat celowo jest nieczytelny[121].
- Niektóre środowiska konserwatywne (w Polsce głównie LPR oraz politycy skupieni wokół Radia Maryja) krytykują traktat reformujący za brak odwołania do Boga czy chrześcijaństwa w preambule[142].
- 27 marca 2008 roku członek Trybunału Stanu Krystyna Pawłowicz skrytykowała niektóre postanowienia traktatu, takie jak rzekome pierwszeństwo prawa wspólnotowego nad Konstytucją RP oraz rozstrzygający charakter wyroków ETS jako instytucji nieposiadającej legitymacji demokratycznej[143]. Na drugi dzień opinia Pawłowicz została skrytykowana przez kierownika Katedry Prawa Europejskiego Uniwersytetu Jagiellońskiego prof. Stanisława Biernata[144], który uznał przewagę prawa unijnego nad polskim (deklaracja nr 17) za „nieulegającą wątpliwości”. Stanowisko Trybunału Konstytucyjnego w sprawie samej zasady wyższości prawa wspólnotowego nad prawem krajowym zostało już wcześniej zawarte w orzeczeniu o zgodności traktatu akcesyjnego z Konstytucją RP. Trybunał stwierdził, że chociaż konstytucja zezwala na uznanie pierwszeństwa prawa wspólnotowego nad krajowymi ustawami, to prawo to nie ma pierwszeństwa przed samą konstytucją, a decyzja o sposobie rozwiązania ewentualnych konfliktów prawa w tym zakresie leży w wyłącznej gestii Narodu[130][131].
- Prezydent Czech Václav Klaus zażądał, by dokument w sprawie gwarancji Unii Europejskiej dla Irlandii został poddany pod głosowanie w czeskim parlamencie. Klaus napisał, że dokument w sprawie gwarancji, który ma być przedstawiony Radzie Europejskiej, jest „międzynarodowym układem politycznym, wymagającym zgody parlamentu” i może być jedynie „podpisany z zastrzeżeniem ratyfikacji”. „Gdyby zostało to sfinalizowane w inny sposób, byłoby to niezgodne z 49 artykułem konstytucji Republiki Czeskiej i nie mógłbym zaakceptować takiego ruchu[145].

## Zmiany w traktacie
W 2010 rozpoczęto prace nad zmianami w traktacie zmierzającymi do zwiększenia dyscypliny finansowej w UE oraz ustanowienia mechanizmu antykryzysowego w strefie euro. Prawdopodobnie zmiany nie będą wymagały ratyfikacji przez kraje członkowskie, kraje nieprzestrzegające reguł nie będą pozbawiane prawa głosu. Inicjatorami zmian są kanclerz Niemiec Angela Merkel, prezydent Francji Nicolas Sarkozy. Pomysł poparł premier Włoch Mario Monti.